# Рубченка
Рубченка, Коса — річка в Україні, у Сквирському та Володарському районах Київської області, ліва притока Росі (басейн Дніпра).

## Опис
Довжина річки 19 км, похил річки — 3,0 м/км. Формується з багатьох безіменних струмків та водойм. Площа басейну 62,1 км².

## Розташування
Бере початок на південно-східній околиці села Оріховець. Тече переважно на південний схід через Руде Село і на південній околиці Косівки впадає в річку Рось, праву притоку Дніпра за 267 км від її гирла.